# ورنر استوبر
ورنر استوبر (: Werner Stuber; ۲۷ ژانویهٔ ۱۹۰۰ – ۷ فوریهٔ ۱۹۵۷) سوارکار پرش اهل سوئیس بود.